# Barry Smith (Rennfahrer)

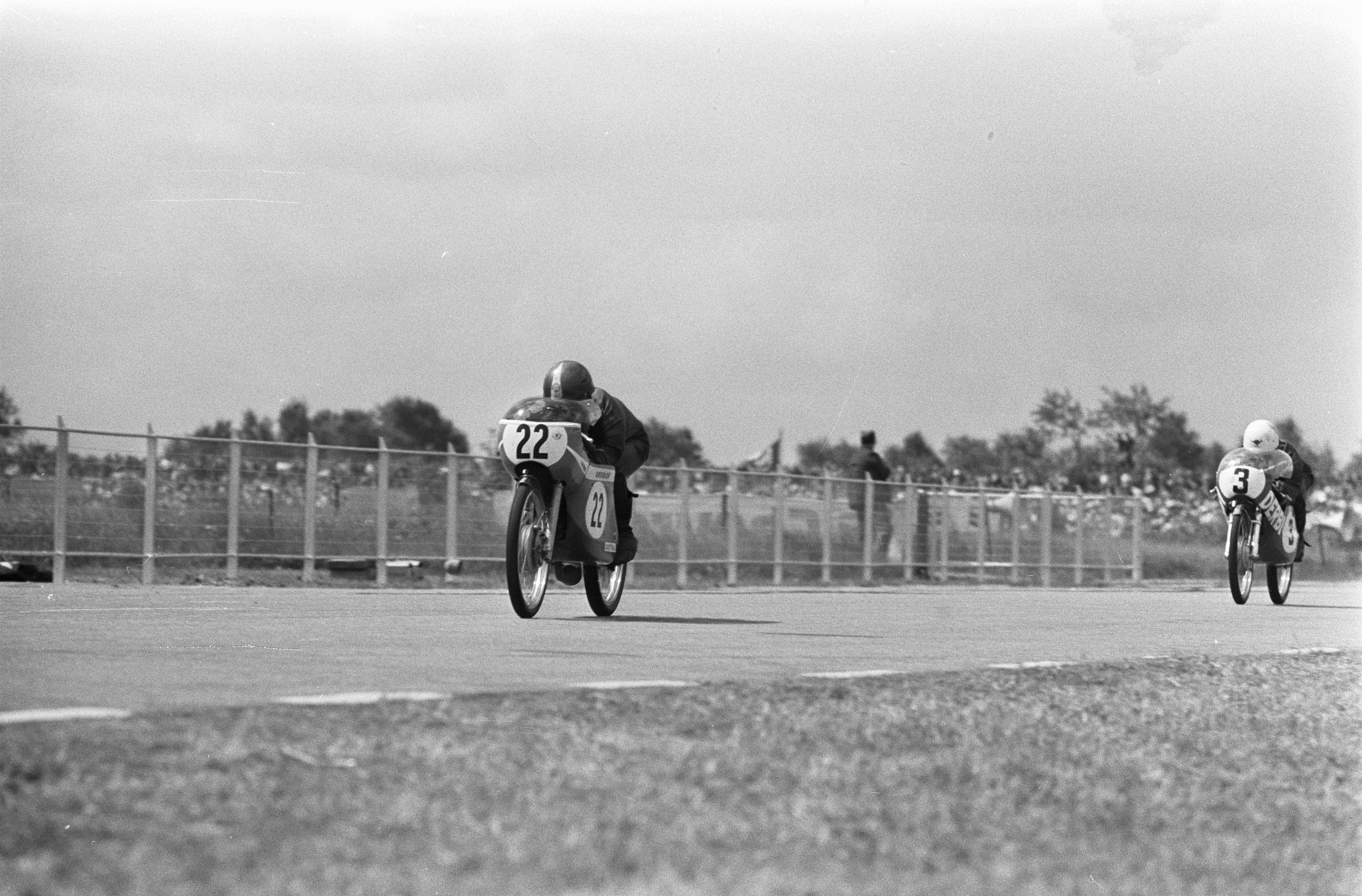
Smith hinter Jan de Vries bei der Dutch TT 1969

Barry Smith (* 8. März 1940) ist ein ehemaliger australischer Motorradrennfahrer.

## Leben und Wirken
Smith kam 1963 nach Europa, um an den damals wesentlich populäreren Straßenrennen teilzunehmen. Dort trat in den kleinen Hubraumklassen an. Die FIM-Motorrad-Weltmeisterschaft bestritt er 1965 in der 250-cm³-Klasse auf Bultaco und konnte dabei beim Großen Preis von Frankreich mit dem dritten Platz hinter Phil Read und Bruce Beale auf das Podium fahren. Bei den 50ern fuhr er auf Derbi in derselben Saison einen WM-Punkt ein. In der Saison 1968 konnte sich Smith im Gesamtklassement in der 50-cm³-Weltmeisterschaft dank seines Sieges bei der Isle of Man TT bis auf Platz drei vorarbeiten. Im folgenden Jahr errang er mit Siegen bei der Dutch TT im niederländischen Assen und beim Großen Preis von Belgien in Spa-Francorchamps diese Platzierung im Gesamtklassement erneut.
Ab 1971 pausierte Barry Smith sieben Jahre als Rennfahrer. In der aufkommenden Formula-TT-Kategorie engagierte er sich ab 1979 wieder als aktiver Fahrer und nahm auch wieder an WM-Läufen teil. Im selben Jahr konnte er in auf einer 125er Morbidelli beim Grand Prix von Belgien einen weiteren Grand-Prix-Lauf gewinnen.
In der Formula TT wurde Smith in der F3-Klasse auf Yamaha 1979 und 1981 Weltmeister, bevor er sich 1981 endgültig aus dem aktiven Rennsport zurückzog.
Barry Smith lebt heute mit seiner Ehefrau Norma in Berwick (Victoria). Seit dem Ende seiner Fahrerkarriere vertreibt er  Motorradmodelle, die er auch als Fliegender Händler bei australischen Rennveranstaltungen anbietet. In Ergänzung gründete er 1996 einen Onlinehandel, der Printprodukte wie Poster, rund um den Profisport vertreibt. 2014 wurde er in die AMCN Motorcycle Hall of Fame aufgenommen.

## Siegestatistik (Auszug)
| Jahr | Klasse     | Maschine | Rennen            |
| ---- | ---------- | -------- | ----------------- |
| 1968 | 50 cm³     | Derbi    | Isle of Man TT    |
| 1979 | Formel III | Yamaha   | Isle of Man TT    |
| 1979 | Formel III | Yamaha   | Ulster Grand Prix |
| 1979 | Formel III | Yamaha   | Weltmeister       |
| 1980 | Formel III | Yamaha   | Isle of Man TT    |
| 1981 | Formel III | Yamaha   | Isle of Man TT    |
| 1979 | Formel III | Yamaha   | Ulster Grand Prix |
| 1981 | Formel III | Yamaha   | Weltmeister       |